# Mistrzostwa Europy w Lekkoatletyce 2022 – pchnięcie kulą mężczyzn
Pchnięcie kulą mężczyzn – jedna z konkurencji technicznych rozgrywanych podczas lekkoatletycznych mistrzostw Europy na Stadionie Olimpijskim w Monachium.
Tytułu z poprzednich mistrzostw bronił Michał Haratyk.

## Terminarz
Źródło: european-athletics.com.
| Data        | Godzina |              |
| ----------- | ------- | ------------ |
| 15 sierpnia | 10:00   | Kwalifikacje |
| 15 sierpnia | 20:58   | Finał        |

## Rekordy
Tabela prezentuje rekord świata, rekord Europy, rekord mistrzostw Europy oraz najlepsze wyniki na listach światowych i eruopejskich w sezonie 2022 przed rozpoczęciem mistrzostw. Źródło: european-athletics.com, worldathletics.org.
|                          | Zawodnik       | Wynik | Miejsce   | Data                  |
| ------------------------ | -------------- | ----- | --------- | --------------------- |
| Rekord świata            | Ryan Crouser   | 23,37 | Eugene    | 18 czerwca 2021(dts)  |
| Rekord Europy            | Ulf Timmermann | 23,06 | Chania    | 22 maja 1988(dts)     |
| Rekord mistrzostw Europy | Werner Günthör | 22,22 | Stuttgart | 28 sierpnia 1986(dts) |
| Listy światowe           | Ryan Crouser   | 23,12 | Eugene    | 24 czerwca 2022(dts)  |
| Listy europejskie        | Zane Weir      | 21,99 | Leiria    | 13 marca 2022(dts)    |

## Rezultaty

### Kwalifikacje
Awans: 21,15 m (Q) lub 12 najlepszych rezultatów (q). Źródło: european-athletics.com.
| Poz. | Grupa | Zawodnik              | Reprezentacja   | Próby | Próby | Próby | Wynik | Uwagi |
| Poz. | Grupa | Zawodnik              | Reprezentacja   | 1     | 2     | 3     | Wynik | Uwagi |
| ---- | ----- | --------------------- | --------------- | ----- | ----- | ----- | ----- | ----- |
| 1.   | A     | Armin Sinančević      | Serbia          | x     | x     | 21,82 | 21,82 | Q,    |
| 2.   | A     | Tomáš Staněk          | Czechy          | 21,39 |       |       | 21,39 | Q     |
| 3.   | B     | Konrad Bukowiecki     | Polska          | 18,97 | x     | 20,96 | 20,96 | q     |
| 4.   | B     | Michał Haratyk        | Polska          | 19,90 | 20,26 | 20,85 | 20,85 | q     |
| 5.   | A     | Scott Lincoln         | Wielka Brytania | 20,28 | 20,64 | 20,36 | 20,64 | q     |
| 6.   | A     | Andrei Toader         | Rumunia         | 20,12 | 20,23 | 20,50 | 20,50 | q     |
| 7.   | A     | Nick Ponzio           | Włochy          | 20,04 | 20,44 | 20,38 | 20,44 | q     |
| 8.   | A     | Marcus Thomsen        | Norwegia        | 20,22 | 20,32 | 20,25 | 20,32 | q     |
| 9.   | B     | Filip Mihaljević      | Chorwacja       | 19,12 | 20,00 | 20,30 | 20,30 | q     |
| 10.  | B     | Leonardo Fabbri       | Włochy          | 19,16 | 20,27 | -     | 20,27 | q     |
| 11.  | B     | Asmir Kolašinac       | Serbia          | 19,99 | x     | 19,74 | 19,99 | q     |
| 12.  | B     | Simon Bayer           | Niemcy          | 17,60 | 19,82 | 19,91 | 19,91 | q     |
| 13.  | B     | Roman Kokoszko        | Ukraina         | x     | 19,86 | 19,83 | 19,86 |       |
| 14.  | B     | Bob Bertemes          | Luksemburg      | 19,10 | x     | 19,77 | 19,77 |       |
| 15.  | A     | Eric Favors           | Irlandia        | 19,34 | 19,38 | 19,71 | 19,71 |       |
| 16.  | A     | Carlos Tobalina       | Hiszpania       | 19,12 | x     | 19,58 | 19,58 |       |
| 17.  | A     | Giorgi Mujaridze      | Gruzja          | x     | 19,36 | 19,43 | 19,43 |       |
| 18.  | B     | Tsanko Arnaudov       | Portugalia      | 19,42 | x     | x     | 19,42 |       |
| 19.  | A     | Sebastiano Bianchetti | Włochy          | x     | 19,37 | x     | 19,37 |       |
| 20.  | B     | Alperen Karahan       | Turcja          | 19,25 | x     | x     | 19,25 |       |
| 21.  | A     | Jakub Szyszkowski     | Polska          | 19,19 | x     | 19,15 | 19,19 |       |
| 22.  | B     | Muhamet Ramadani      | Kosowo          | x     | 18,26 | 17,77 | 18,26 |       |

### Finał
Źródło: european-athletics.com
| Pozycja | Zawodnik          | Państwo         | Runda | Runda | Runda | Runda | Runda | Runda | Wynik | Uwagi |
| Pozycja | Zawodnik          | Państwo         | 1     | 2     | 3     | 4     | 5     | 6     | Wynik | Uwagi |
| ------- | ----------------- | --------------- | ----- | ----- | ----- | ----- | ----- | ----- | ----- | ----- |
| 01 !    | Filip Mihaljević  | Chorwacja       | 20,37 | 21,05 | 21,27 | 21,53 | 21,04 | 21,88 | 21,88 | SB    |
| 02 !    | Armin Sinančević  | Serbia          | 21,07 | x     | 21,24 | 20,97 | 21,39 | 21,32 | 21,39 |       |
| 03 !    | Tomáš Staněk      | Czechy          | 20,48 | 21,05 | 21,26 | x     | 20,62 | 20,59 | 21,26 |       |
| 4.      | Nick Ponzio       | Włochy          | 20,55 | 20,96 | 20,78 | 20,55 | 20,98 | 20,66 | 20,98 |       |
| 5.      | Michał Haratyk    | Polska          | 20,39 | x     | x     | 20,85 | x     | 20,90 | 20,90 |       |
| 6.      | Konrad Bukowiecki | Polska          | 20,56 | 19,30 | 19,99 | 20,02 | 20,74 | 20,47 | 20,74 |       |
| 7.      | Leonardo Fabbri   | Włochy          | x     | 20,01 | 19,91 | x     | 20,43 | 20,72 | 20,72 | SB    |
| 8.      | Asmir Kolašinac   | Serbia          | 19,64 | 19,65 | 19,93 | 20,09 | 20,14 | 20,15 | 20,15 |       |
| 9.      | Marcus Thomsen    | Norwegia        | 19,36 | 19,91 | x     | NQ    | NQ    | NQ    | 19,91 |       |
| 10.     | Scott Lincoln     | Wielka Brytania | 19,81 | 19,90 | x     | NQ    | NQ    | NQ    | 19,90 |       |
| 11.     | Simon Bayer       | Niemcy          | 19,58 | 19,83 | x     | NQ    | NQ    | NQ    | 19,83 |       |
| 12.     | Andrei Toader     | Rumunia         | x     | 19,15 | x     | NQ    | NQ    | NQ    | 19,15 |       |